# Pheidole nindi
Pheidole nindi är en myrart som beskrevs av Mann 1919. Pheidole nindi ingår i släktet Pheidole och familjen myror. Inga underarter finns listade i Catalogue of Life.